# (8985) Tula
(8985) Tula est un astéroïde de la ceinture principale.

## Description
(8985) Tula est un astéroïde de la ceinture principale. Il fut découvert le 9 août 1978 à Nauchnyj par Nikolaï Tchernykh et Lioudmila Tchernykh. Il présente une orbite caractérisée par un demi-grand axe de 2,26 UA, une excentricité de 0,20 et une inclinaison de 4,1° par rapport à l'écliptique.

## Compléments